# Институт по расследованию коммунистических преступлений в Румынии
Институт по расследованию коммунистических преступлений в Румынии (рум. Institutul de Investigare a Crimelor Comunismului în România) — государственное учреждение, занимающееся расследованиями преступлений и нарушений прав человека, совершённых тоталитарным коммунистическим режимом в 1945—1989 гг. В ноябре 2009 г., по постановлению правительства Румынии, Институт по расследованию коммунистических преступлений в Румынии был объединён с Национальным институтом памяти румынской эмиграции (рум. Institutul Naţional pentru Memoria Exilului Românesc) в Институт по расследованию коммунистических преступлений в Румынии и памяти румынской эмиграции (рум. Institutul de Investigare a Crimelor Comunismului în România şi Memoria Exilului Românesc).  
Основными направлениями деятельности института являются сбор, организация архивного хранения и публикации документов, относящихся к деятельности румынской эмиграции в 1940-1989 гг., содействие научным исследованиям истории коммунистического режима, сбор документов и свидетельских показаний, касающихся репрессивных действий коммунистического режима, и передача их следственным органам для возбуждения уголовных дел, публикация сведений о преступлениях и злоупотреблениях, совершавшихся деятелями коммунистического режима. Институтом руководит Мариус Опря (Marius Oprea), выпускник Бухарестского университета, доктор философии, археолог и историк.
По оценкам президентской комиссии, доклад которой президент Румынии Траян Бэсеску представил парламенту в 2006 году, число жертв репрессий в Румынии составило от 0,5 до 2 млн. 

## Деятельность института
В декабре 2009 года французское информационное агентство France 24 сообщило об успешном ходе работы Института по документированию коммунистических преступлений в Румынии, в том числе в области обнаружений некоторых из массовых захоронений репрессированных.

## Международные партнёры
Институт имеет соглашения о сотрудничестве с Институтом национальной памяти, который изучает нацистские и коммунистические преступления в Польше, а также Институтом по изучению тоталитарных режимов, который изучает коммунистические преступления в Чешской Республике.